# Хе Чун
Хе Чун  (кит.: 何冲, 10 червня 1987) — китайський стрибун у воду, олімпійський чемпіон.

## Виступи на Олімпіадах
| Олімпіада   | Дисципліна | Місце |
| ----------- | ---------- | ----- |
| Пекін 2008  | трамплін   | 1     |
| Лондон 2012 | трамплін   | 3     |